# 乔治·霍兹

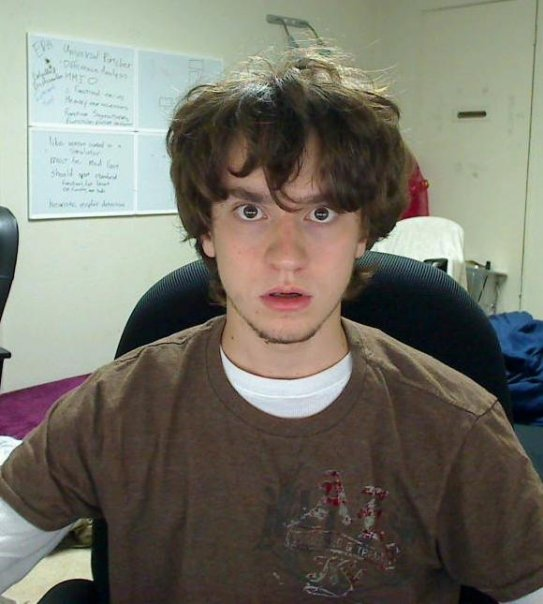
乔治·霍兹

喬治·法蘭西斯·霍茲（英語：George Francis Hotz，1989年10月2日—），別號 ，美国知名黑客。2007年8月解锁苹果（Apple）iPhone手机，使得iPhone手机不仅仅局限于AT&T网络，也支持其他GSM网络。

## 个人介绍
乔治·霍兹出生于美国新泽西州（New Jersey）Glen Rock市，2007年毕业于Bergen County Academies，并进入罗彻斯特理工学院（Rochester Institute of Technology，RIT）生物工程专业，学习生物信息。
2007年，霍兹参加了国际科学与工程大奖赛（Intel International Science and Engineering Fair，简称ISEF），他的课题“I want a Holodeck”为他赢得了很多奖项，并获得2万美元的奖金。
2011年6月至2012年1月，乔治·霍兹在Facebook公司任職。
2014年7月，霍兹加入Google公司所成立的Project Zero，他表示希望能搶在美國國家安全局（NSA）之前發現零時差漏洞。
2015年9月，霍茲成立一家研究自動駕駛汽車與機器學習的公司，公司名為「comma.ai」。

## 解锁iPhone
2007年8月21日，霍兹在他的博客上宣布，他已经完全解锁苹果的iPhone手机，手机不再局限于AT&T网络，而是支持其他GSM网络，并在博客上发布了详细的解锁过程和视频。霍兹共耗时500多个小时解码iPhone，并将自己解码后的手机放在eBay上拍卖，不过因为有人捣乱，因此拍卖价最后被炒到了一亿美元以上，最后他没能在eBay上卖出这款手机，不过最后他用这款破解的手机交换到了一部Nissan-350Z跑车（07北美款售价55-58万RMB左右）和三部未破解的iPhone手机。。

## 解锁PlayStation 3
霍兹於2009年起開始解鎖PlayStation 3（PS3）。2011年3月，索尼電腦娛樂（SCE, Sony Computer Entertainment）控告霍兹解鎖PS3的行為違反《電腦詐騙暨濫用法案》（CFAA, Computer Fraud and Abuse Act）。同年4月，双方達成庭外和解并不願公開和解細節，已知主要和解內容為霍兹不得再破解索尼電腦娛樂的任何產品。